# Riofreddo

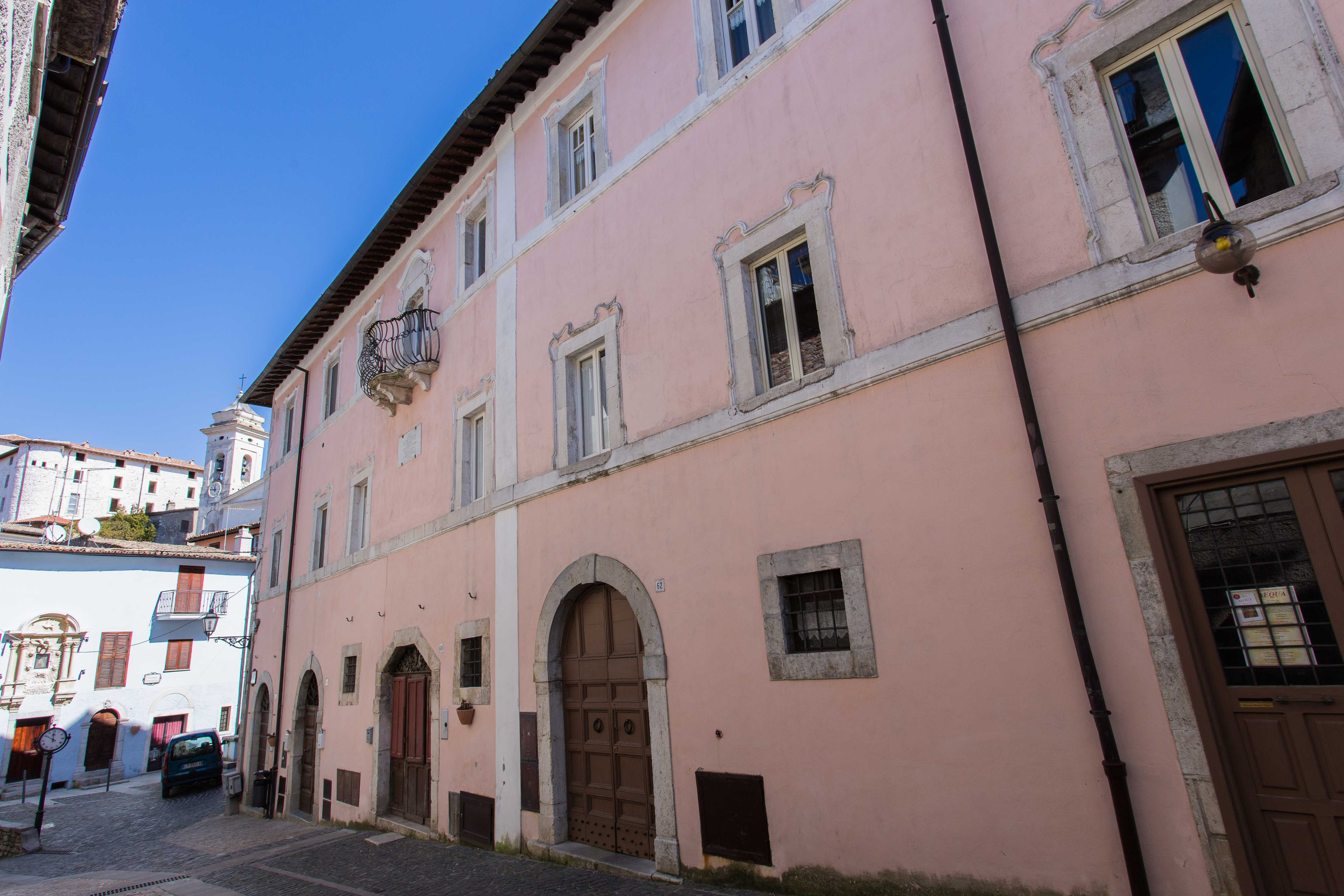
Vista del palazzo Blasi, dove dimorò Gaetano Donizetti

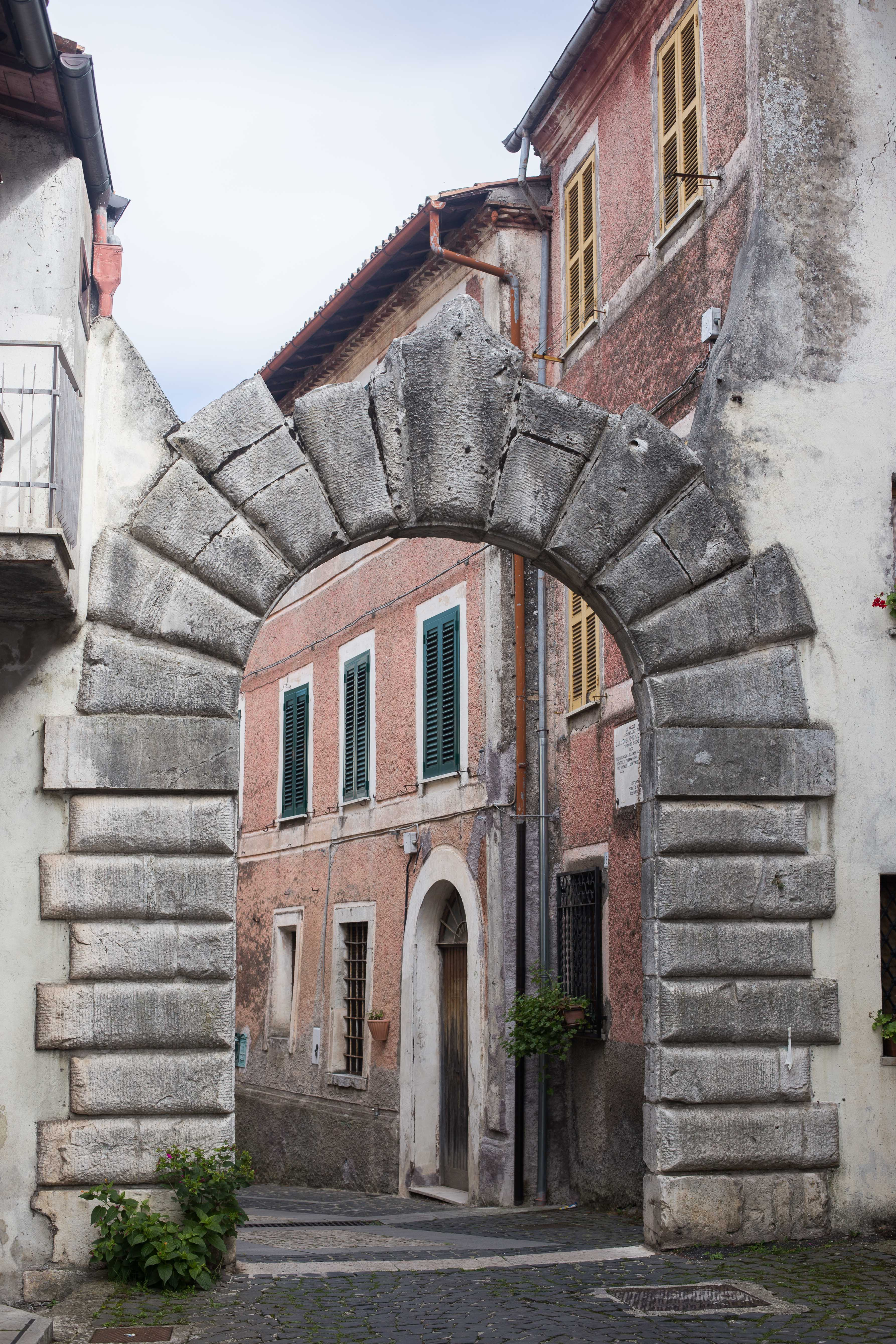
Arco di Santa Caterina

Riofreddo (Riufrìddu in dialetto locale) è un comune italiano di 748 abitanti della città metropolitana di Roma Capitale, situato nella valle dell'Aniene al confine del Lazio con l'Abruzzo.

## Geografia fisica

### Territorio
Il borgo sorge ad altitudine di media montagna, sito nell'estrema propaggine dei monti Lucretili.

### Clima
- Classificazione climatica: zona E, 2761 GR/G

## Storia
Borgo nato intorno a un'antica fortezza romana posta a guardia dell'antica via Valeria della quale sono rimasti solo alcuni tratti con il tipico lastricato romano ed un ponte attribuito all'Imperatore Nerva. Conserva altri siti archeologici in località Casal Rotondo, come tre necropoli risalenti ad altrettante epoche ma, la più interessante e la più antica risalente al 1000 a.C. È di epoca equa, dove sono stati riportati alla luce, con scavi abbastanza recenti, diversi reperti tra i quali una daga di un guerriero Equo esposta nel Museo delle Culture Villa Garibaldi.
Riofreddo, noto nel medioevo come Rivus frigidus, appartenne fin dal principio del secolo XIII ai Colonna con Landolfo che lo possedeva insieme ad altri abitati nei dintorni tra i quali Roviano, Vivaro Romano e Pozzaglia, dando il nome ad uno dei rami di questa famiglia che lo tenne fino alla metà del secolo XV, tranne una breve parentesi durante il pontificato di papa Bonifacio VIII che lo confiscò ai Colonna per concederlo agli Orsini. Passata per matrimonio ai Caffarelli, questi, dopo un breve ritorno ai Colonna, la vendettero durante la prima metà del secolo XVI ai Del Drago che ancora ne mantengono il titolo di marchese.
Nel 1997 Samuele Donatoni, poliziotto dei Nocs, nel tentativo di liberare l'industriale Soffiantini sequestrato dall'anonima sarda, mori nel conflitto a fuoco con i sequestratori.

### Simboli
Lo stemma è stato riconosciuto con decreto del capo del governo del 25 gennaio 1940  su richiesta del podestà 
di Riofreddo dell'8 giugno 1935 dopo averne verificato l'antica esistenza.
Evidente nel rio il riferimento al nome del comune; la colonna 
indica che il paese in passato fu feudo dell'omonima casata.
Il gonfalone, concesso con D.P.R. del 22 novembre 1953, è un drappo trinciato di azzurro e di bianco.

## Monumenti e luoghi d'interesse

### Architetture religiose
- Parrocchia di San Nicola.

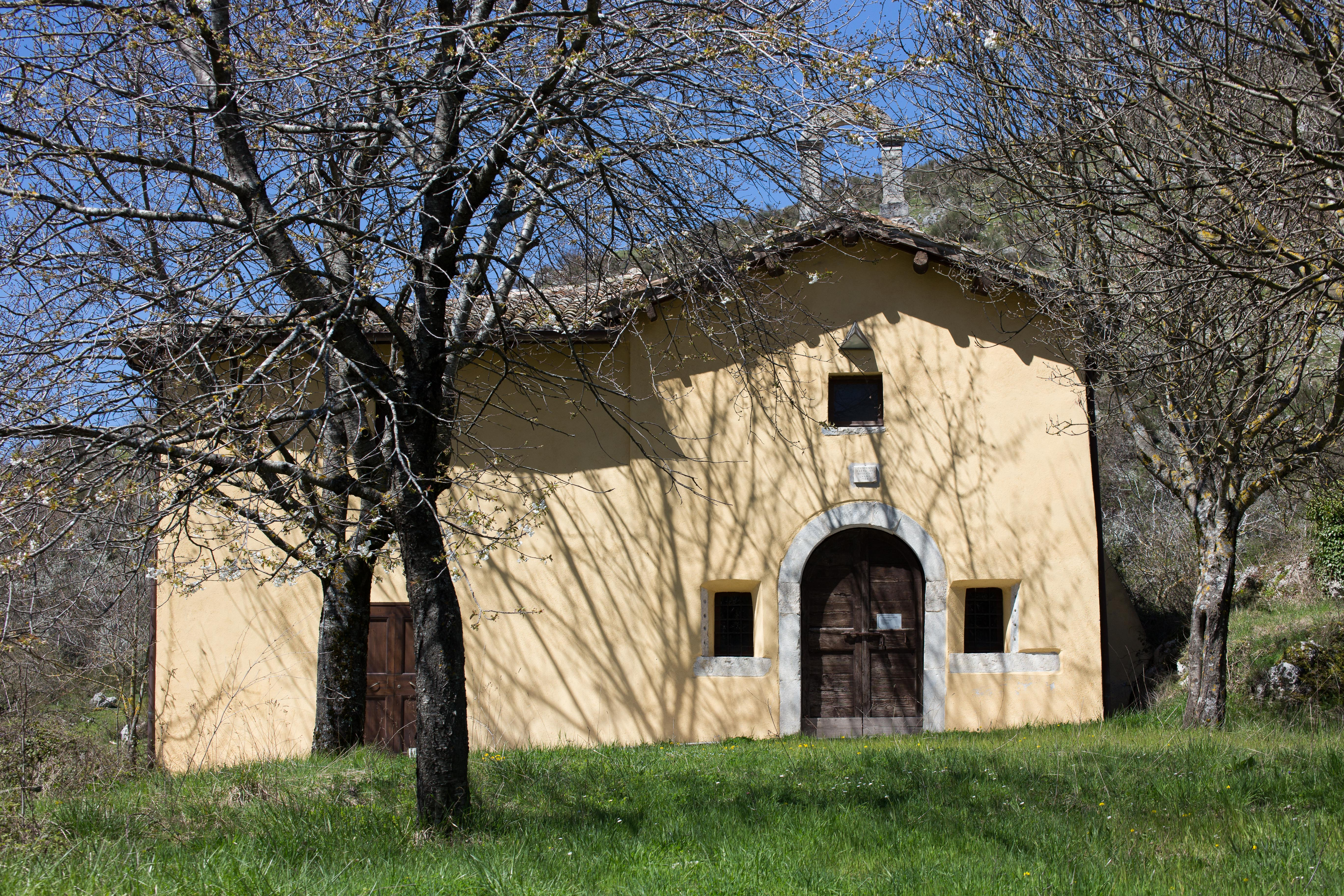
Chiesa di Santa Maria

- Oratorio di Santa Lucia, addossato alla precedente.
- Chiesa di Santo Liberatore (ovvero di Atanasio di Alessandria, invocato quale liberatore da bande di briganti nel 1680).
- Oratorio della Santissima Annunziata. Affrescata nel 1422.
- Oratorio di Sant'Andrea. Cappella privata del Palazzo Blasi - Roberti.

### Architetture civili
- Palazzo Blasi - Roberti (dove dimorò per breve tempo Gaetano Donizetti).
- Palazzo De Sanctis - Sebastiani Del Grande.
- Palazzo Zampi - Bernardini.
- Palazzo Rocchi.
- Fonte Limosa.
- Arco di Santa Caterina. Ingresso monumentale da Roma.

### Architetture militari
- Castello Colonna-Del Drago.

### Siti archeologici

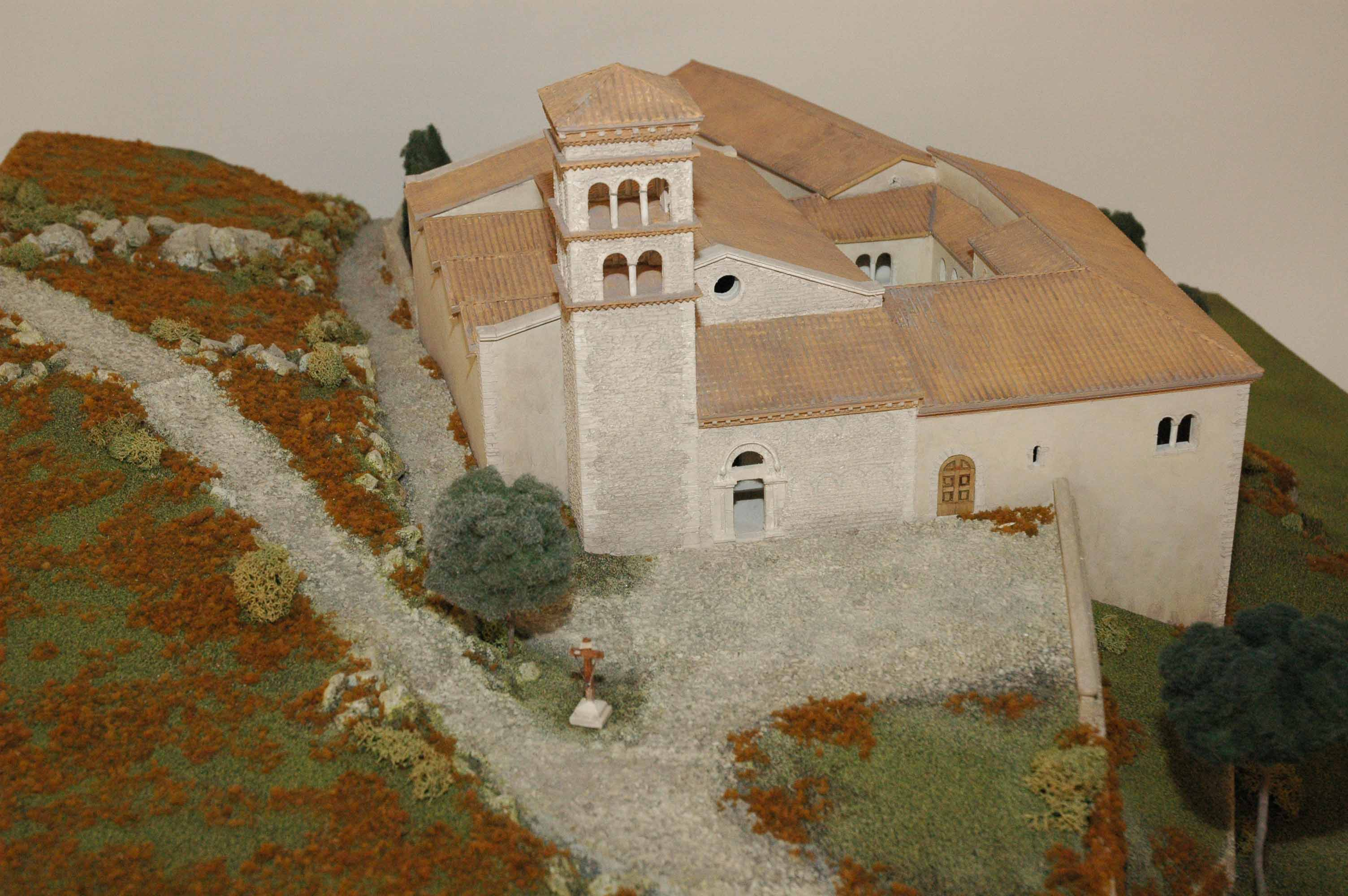
Plastico del monastero e della chiesa di San Giorgio

- Ruderi del monastero di San Giorgio.
- Ruderi del monastero di Sant'Elia.
- Via Valeria, risalente attorno al 307 a.C., costruita con la conquista del territorio da parte dei Romani. Passa in mezzo al paese, mentre alcuni tratti esterni sono ancora percorribili.
- Ponte di Nerva o di San Giorgio, realizzato attorno al 97.

## Società

### Evoluzione demografica
Abitanti censiti

A Riofreddo sono presenti etnie e minoranze straniere, che costituiscono il 9% della popolazione totale. La comunità rumena è la più numerosa, con 73 unità su un totale di 82 persone straniere.

### Tradizioni e folclore
- San Giorgio e Madonna dei Fiorentini a fine aprile.
- Il 15 agosto (Ferragosto) a piazza Donizetti si fa la pupazza Riofreddana.

## Cultura

### Istruzione

#### Musei
- Museo delle culture villa Garibaldi

### Cucina
Il piatto tipico riofreddano è denominato "Sagnozzi". Nel periodo natalizio viene preparata la "Nociata", dolce a base di noci e miele.

## Economia

### Turismo
- Fa parte del club dei borghi autentici d'Italia[10].

## Infrastrutture e trasporti

### Strade
Il comune si raggiunge facilmente tramite l'autostrada A24 Roma-Teramo con uscita a Carsoli-Oricola oppure tramite la Strada statale 5 Via Tiburtina Valeria provenendo da Arsoli.

## Amministrazione

### Gemellaggi
- Domokos

### Altre informazioni amministrative
Riofreddo fa parte delle seguenti organizzazioni sovracomunali:
- Comunità montana dell'Aniene
- Unione di comuni del Medianiene